# Колумбия (тауншип, Миннесота)
Колумбия (англ. Columbia) — тауншип в округе Полк, Миннесота, США. На 2000 год его население составило 429 человек.

## География
По данным Бюро переписи населения США площадь тауншипа составляет 92,6 км², из которых 89,3 км² занимает суша, а 3,2 км² — вода (3,50 %).

## Демография
По данным переписи населения 2000 года здесь находились 429 человек, 165 домохозяйств и 124 семьи.  Плотность населения —  4,8 чел./км².  На территории тауншипа расположено 203 постройки со средней плотностью 2,3 построек на один квадратный километр. Расовый состав населения: 98,60 % белых, 0,47 % коренных американцев, 0,23 % азиатов и 0,70 % приходится на две или более других рас.
Из 165 домохозяйств в 35,2 % воспитывались дети до 18 лет, в 64,2 % проживали супружеские пары, в 6,7 % проживали незамужние женщины и в 24,8 % домохозяйств проживали несемейные люди. 23,6 % домохозяйств состояли из одного человека, при том 13,3 % из — одиноких пожилых людей старше 65 лет. Средний размер домохозяйства — 2,60, а семьи — 3,06 человека.
26,8 % населения — младше 18 лет, 7,2 % — в возрасте от 18 до 24 лет, 23,5 % — от 25 до 44, 26,6 % — от 45 до 64, и 15,9 % — старше 65 лет. Средний возраст — 40 лет. На каждые 100 женщин приходилось 89,0 мужчин.  На каждые 100 женщин старше 18 приходилось 93,8 мужчин.
Средний годовой доход домохозяйства составлял 26 827 долларов, а средний годовой доход семьи —  35 000 долларов. Средний доход мужчин —  30 000  долларов, в то время как у женщин — 16 944. Доход на душу населения составил 12 870 долларов. За чертой бедности находились 8,5 % семей и 6,3 % всего населения тауншипа, из которых 4,0 % младше 18 и 14,5 % старше 65 лет.